# Roudy Stanley Penn
Pour les articles homonymes, voir Penn.
Roudy Stanley Penn, né le 27 novembre 1983 à Port-au-Prince, est un politologue et ambassadeur de la République d’Haïti en République de Chine– Taïwan.

## Biographie
Né le 27 novembre 1983, Roudy Stanley Penn est diplômé de la Scuola Superiore Sant’Anna (Italie) d’un Master en Administration et Politiques Électorales, il a également obtenu une Licence en Sciences Politiques de l’Institut Supérieur des Sciences Économiques, Politiques et Juridiques (Haïti). Après le séisme du 12 janvier 2010, il était l'un des initiateurs de "Jeunesse Montante", puis "Jeune Candidat" qui avait pour objectif de promouvoir la participation et l’engagement des jeunes en politique. En novembre 2013, il a publié un ouvrage intitulé "Plaidoyer pour l’abaissement de l’âge de l’éligibilité et de nomination aux postes politiques"
Il a été Porte-parole du Conseil Électoral Provisoire (CEP) en décembre 2015 et a remis sa demission en avril 2016. En 2017, il a lancé  "PoliticoTech" une firme de consultation politique qui dans un premier avait honoré  annuellement quelques personnalités physiques et morales pour leur apport au renforcement de la démocratie. L’Association Volontaire pour la Démocratie (AVD), le 2 août  2018 , lui a décerné la distinction “Jeune remarquable” à l’occasion de l’investiture du Jeune Président de la République et l’installation du Gouvernement Jeunesse. Cette distinction  comme  pouvant inspirer la jeune génération.
En novembre 2019, Roudy Stanley  animait une rubrique radiophonique de cinq minutes sur les ondes de la Radio Caraïbes dans le cadre d’un partenariat entre PoliticoTech et la Radio Caraïbes. Le 14 novembre 2020, Le Secrétariat national à la Jeunesse et au Sport du parti Fusion des Sociaux-Démocrates haïtiens lui a décerné une Plaque d’honneur dans le cadre d'une journée de formation en faveur de plus d’une cinquantaine de jeunes venant des coins et recoins du pays.
Nommé le 29 avril 2021 par la chancellerie haïtienne, ambassadeur d’Haïti en République de Chine (Taiwan),, Roudy Stanley Penn, a présenté une copie de ses lettres de créance. au ministre des Affaires étrangères, Joseph Wu [吳釗燮], le 19 mai 2021 à Taipei.

## Ouvrages
- Plaidoyer pour l’abaissement de l’âge de l’éligibilité et de nomination aux postes politiques[2]
- Jeunes et luttes politiques en Haïti

## Distinctions
- 2 août  2018 , “Jeune remarquable”, par l’Association Volontaire pour la Démocratie (AVD)[4]
- 14 novembre 2020, Plaque d’honneur  décernée par le Secrétariat national à la Jeunesse et au Sport du parti Fusion des Sociaux-Démocrates haïtiens[6].